# Área de Proteção Ambiental do Ibirapuitã
A Área de Proteção Ambiental do rio Ibirapuitã é uma unidade de conservação federal localizada no Rio Grande do Sul, Brasil, administrada pelo Instituto Chico Mendes de Conservação da Biodiversidade.
É uma unidade de uso sustentável com uma área de 316.882,75 hectares, distribuídos entre os municípios de Alegrete, Quaraí, Rosário do Sul e Santana do Livramento. Foi criada em 20 de maio de 1992, através do Decreto Federal nº 529, protegendo uma significativa amostra do bioma pampa e parte da bacia do rio Ibirapuitã, onde vivem espécies ameaçadas como o tamanduá-mirim, a lontra, o gato-do-mato-pequeno, o gato-do-mato-grande, o gato-palheiro, o gato-mourisco, o gato-maracajá, a jaguatirica, o bugio-preto, o veado-bororó-do-sul, a águia-chilena, o quati e a cotiara.